# OFC Champions League 2007
Die OFC Champions League 2007 war die sechste Ausspielung eines ozeanischen Meister-Wettbewerbs für Vereinsmannschaften im Fußball und fand vom 21. Januar bis zum 29. April 2007 mit sechs Vereinen aus fünf Ländern erstmals unter dieser Bezeichnung statt. Die Mannschaften kamen aus Neuseeland, Neukaledonien, Tahiti, Fidschi und von den Salomonen. Die sechs Klubs spielten in zwei Gruppen mit jeweils drei Heim- und Auswärtsspiele. Auckland City FC qualifizierte sich für das Turnier als Titelverteidiger des letzten OFC Champions Cups. Die anderen 5 Teams gewannen ihre Qualifikationen aufgrund ihrer Platzierungen in ihrer heimischen Liga. Die Port Vila Sharks aus Vanuatu zogen vorab ihre Teilnahme am Turnier zurück. Als Ersatz wurde Waitakere United aus Neuseeland eingeladen, da sie zu dem Zeitpunkt Spitzenreiter der neuseeländischen Fußballliga waren.

## Gruppenphase

### Gruppe A
| Pl. | Verein           | Sp. | S | U | N | Tore    | Diff. | Punkte |
| --- | ---------------- | --- | - | - | - | ------- | ----- | ------ |
| 1.  | Waitakere United | 4   | 2 | 2 | 0 | 013:500 | +8    | 08     |
| 2.  | Auckland City FC | 4   | 2 | 2 | 0 | 010:400 | +6    | 08     |
| 3.  | AS Mont-Dore     | 4   | 0 | 0 | 4 | 001:150 | −14   | 0      |

| 21. Januar 2007  |     |                  |
| AS Mont-Dore     | 0:2 | Auckland City FC |
| 24. Januar 2007  |     |                  |
| Waitakere United | 2:2 | Auckland City FC |
| 20. Februar 2007 |     |                  |
| Waitakere United | 6:1 | AS Mont-Dore     |
| 22. Februar 2007 |     |                  |
| Auckland City FC | 4:0 | AS Mont-Dore     |
| 31. März 2007    |     |                  |
| AS Mont-Dore     | 0:3 | Waitakere United |
| 4. April 2007    |     |                  |
| Auckland City FC | 2:2 | Waitakere United |

### Gruppe B
| Pl. | Verein      | Sp. | S | U | N | Tore    | Diff. | Punkte |
| --- | ----------- | --- | - | - | - | ------- | ----- | ------ |
| 1.  | Ba FC       | 4   | 3 | 1 | 0 | 007:300 | +4    | 10     |
| 2.  | AS Temanava | 4   | 1 | 1 | 2 | 003:500 | −2    | 04     |
| 3.  | Marist FC   | 4   | 1 | 0 | 3 | 005:700 | −2    | 03     |

| 19. Februar 2007 |       |             |
| Marist FC        | 0:2   | Ba FC       |
| 23. Februar 2007 |       |             |
| AS Temanava      | 1:1   | Ba FC       |
| 12. März 2007    |       |             |
| Ba FC            | 3:2   | Marist FC   |
| 16. März 2007    |       |             |
| AS Temanava      | 2:1   | Marist FC   |
| 20. März 2007    |       |             |
| Ba FC            | 11:01 | AS Temanava |
| 22. März 2007    |       |             |
| Marist FC        | 2:0   | AS Temanava |

1. Das Spiel am 19. März 2007 wurde nach zehn Minuten aufgrund eines unbespielbaren Rasens abgebrochen.

## Finale
Das Hinspiel fand am 21. April, das Rückspiel am 29. April 2007 statt.
|       | Gesamt    |                  | Hinspiel | Rückspiel |
| ----- | --------- | ---------------- | -------- | --------- |
| Ba FC | (a)2:2(a) | Waitakere United | 2:1      | 0:1       |

## Beste Torschützen
Nachfolgend sind die besten Torschützen der OFC-Champions-League-Saison aufgeführt.
| Rang | Spieler          | Klub             | Tore |
| ---- | ---------------- | ---------------- | ---- |
| 1    | Commins Menapi   | Waitakere United | 5    |
| 2    | Daniel Koprivcic | Waitakere United | 4    |
| 3    | Paul Urlovic     | Auckland City FC | 3    |
|      | Joe Luwi         | Marist FC        | 3    |
|      | Grant Young      | Auckland City FC | 3    |